# Пек, Орвилл
Орвилл Пек (англ. Orville Peck) — канадский кантри-музыкант.
Он широко известен своей склонностью носить маску с бахромой и тем, что никогда не показывал своё лицо. Дебютный альбом Pony вышел в 2019 году.

## Биография
Пек родился в XX веке где-то в Южном полушарии и прожил там большую часть своей жизни. Он сын звукорежиссера, и в детстве он озвучивал мультфильмы и другие средства массовой информации. В детстве и юности он учился на танцора балета 12 лет, выступал в музыкальном театре. К 20 годам Пек побывал в турне мюзиклов по стране.
Когда ему было за 20, он переехал в Лондон, чтобы изучать актерское мастерство в Лондонской академии музыкального и драматического искусства, а затем играл в пьесе в Театрах Вест-Энда.
Точные данные биографии неизвестны, кроме того, что «Orville Peck» это псевдоним, а свой возраст он описывает «предположительно старше 20 и моложе 40 лет».
Различные источники предположили, что Пек — это Дэниел Питут (англ. Daniel Pitout), барабанщик из канадской панк-группы Nü Sensae, основываясь на схожести татуировок Пека, а также упоминания Пека о том, что он играл в панк-группе. Pitout родился в Йоханнесбурге (Южная Африка) и Пек также рассказывал, что вырос в хорошо известной части Южного полушария.

## Карьера
Пек сам спродюсировал свой дебютный альбом Pony и выпустил его в 2019 году в сотрудничестве с лейблом Sub Pop. Он отметил, что он «писал, продюсировал и играл на всех инструментах, на которых смог» в альбоме, работая в кафе и живя с родителями В июне он исполнил свои песни «Dead of Night» и «Take You Back» выступая в прямом эфире на шоу Q на канале CBC Radio One. Pony был включен в первоначальный длинный список конкурса 2019 Polaris Music Prize года в июне 2019 года. Альбом также был номинирован на премию Juno Award в категории Alternative Album of the Year на церемонии Juno Awards of 2020.
Пек исполнил «Dead of Night» в прямом эфире шоу Jimmy Kimmel Live 29 января 2020 года. Он также анонсировал турне по городам США, включая выступление на фестивалях Коачелла и Stagecoach.
В мае 2020 года Пек анонсировал выход его мини-альбома EP под названием Show Pony, с датой выхода 12 июня 2020 года. Затем дата релиза Show Pony была отложена на 14 августа 2020 в целях поддержки движения Black Lives Matter и протестов против жестокости полиции в США.
14 августа 2020 года вышел сингл «Legends Never Die», совместный с Шанайя Твейн.

## Награды и номинации
| Награда             | Год  | Получатель или номинант | Категория                     | Результат | Ссылка |
| ------------------- | ---- | ----------------------- | ----------------------------- | --------- | ------ |
| Polaris Music Prize | 2019 | Pony                    | Album of the Year (Longlist)  | Номинация | [ 13 ] |
| A2IM Libera Awards  | 2020 | Orville Peck            | Breakthrough Artist           | Победа    | [ 20 ] |
| A2IM Libera Awards  | 2020 | Pony                    | Album of the Year             | Номинация | [ 20 ] |
| A2IM Libera Awards  | 2020 | Pony                    | Best Country Album            | Победа    | [ 20 ] |
| A2IM Libera Awards  | 2020 | «Dead of Night»         | Video of the Year             | Номинация | [ 20 ] |
| Juno Awards         | 2020 | Pony                    | Alternative Album of the Year | Номинация | [ 14 ] |

В июне 2020 года в честь 50-летия первого гей-парада ЛГБТ, журнал Queerty назвал его среди 50 героев «Ведущих нацию к равенству, признанию и достоинству всех людей».

## Дискография
Дискография Орвилла Пека включает, в том числе, следующие релизы:

### Альбомы
| Название | Детали                                                                            | Высшая позиция | Высшая позиция | Высшая позиция |
| Название | Детали                                                                            | US Heat.       | US Indie       | US Sales       |
| -------- | --------------------------------------------------------------------------------- | -------------- | -------------- | -------------- |
| Pony     | - Дата выхода: 22 марта 2019 - Лейбл: Sub Pop - Формат: CD, LP, цифровые загрузки | 5              | 27             | 94             |

- Bronco (2022)
- Stampede (2024)

### Мини-альбомы
| Название  | Детали                                                                                       | Высшая позиция | Высшая позиция | Высшая позиция | Высшая позиция |
| Название  | Детали                                                                                       | US Country     | US Folk        | US Rock        | US Sales       |
| --------- | -------------------------------------------------------------------------------------------- | -------------- | -------------- | -------------- | -------------- |
| Show Pony | - Дата выхода: 14 августа 2020 - Лейбл: Columbia, Sub Pop - Формат: винил, цифровые загрузки | 46             | 8              | 50             | 20             |

### Музыкальное видео
| Название                       | Год  | Режиссёр                       | Ссылка |
| ------------------------------ | ---- | ------------------------------ | ------ |
| «Dead of Night»                | 2017 | Michael Maxxis                 | [ 29 ] |
| «Big Sky»                      | 2018 | Deni Cheng                     | [ 30 ] |
| «Turn to Hate»                 | 2019 | Orville Peck Carlos Santolalla | [ 31 ] |
| «Hope to Die»                  | 2019 | Blake Mawson                   | [ 32 ] |
| «Nothing Fades Like the Light» | 2019 | Deni Cheng                     | [ 33 ] |
| «Queen of the Rodeo»           | 2020 | Austin Peters                  | [ 34 ] |
| «Summertime»                   | 2020 | Drew Kirsch Taylor Fauntleroy  | [ 35 ] |
| «No Glory in the West»         | 2020 | Isaiah Seret                   | [ 17 ] |